# Delias ellipsis
Espèce

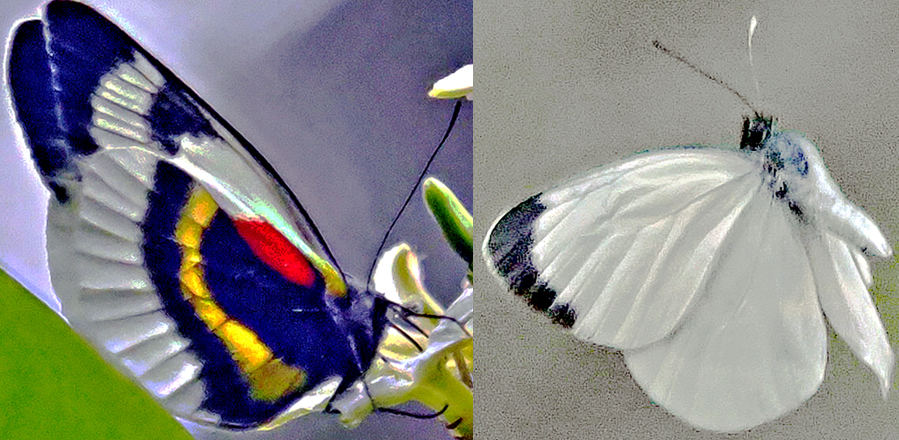
Delais ellipsis mâle butinant une fleur de Scaevola sp. - mâle en vol

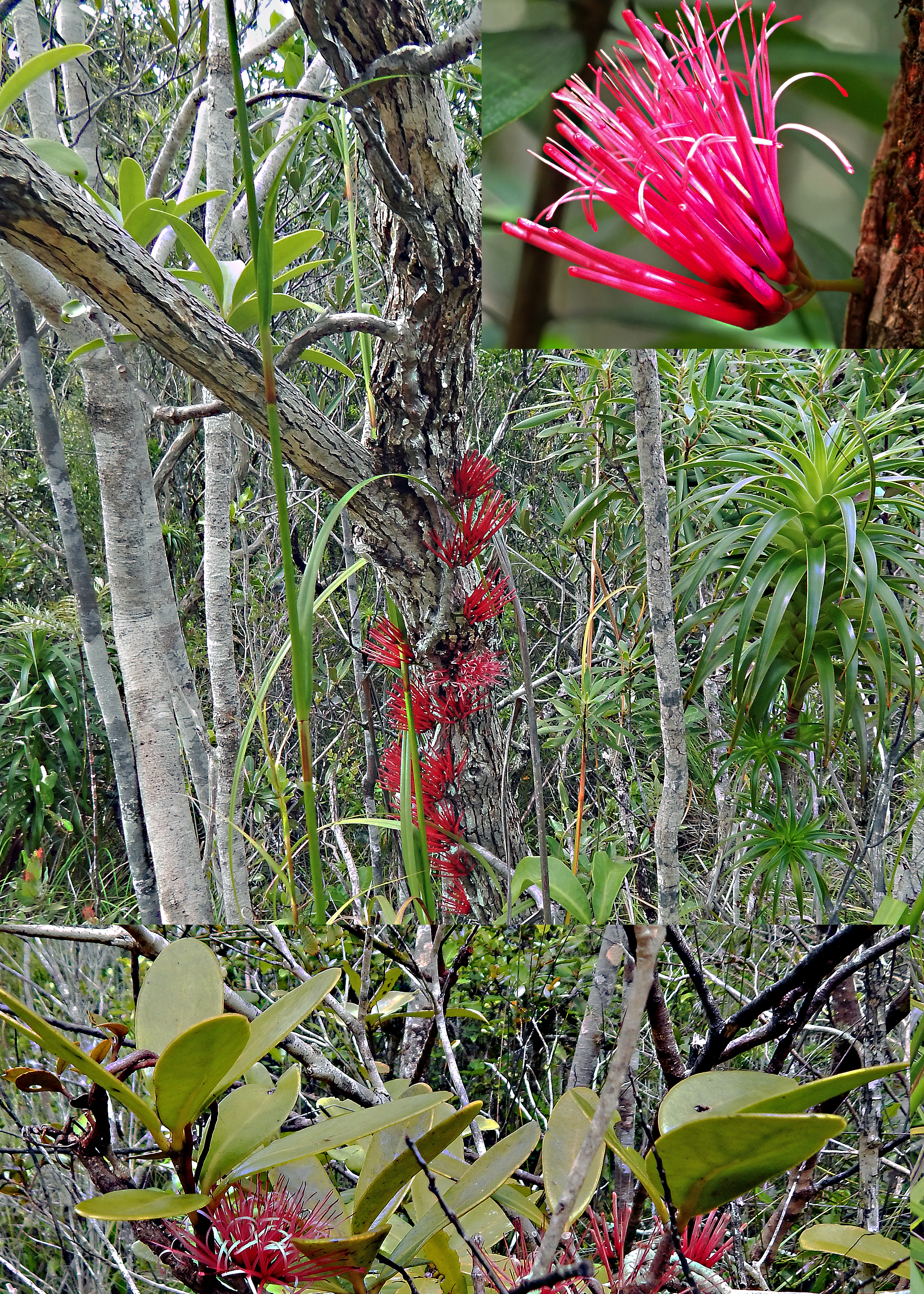
Amyema scandens plante-hôte de la chenille du Delias ellipsis

Delias ellipsis  est un insecte lépidoptère  de la famille des Pieridae, de la sous-famille des Pierinae et du genre Delias.

## Dénomination
Delias ellipsis a été nommé par Joseph de Joannis en 1901.

## Description
Le dessus du mâle est blanc avec une bordure noire limitée à l'apex des ailes antérieures alors que la femelle est très largement bordée de noir, sur la moitié des ailes antérieures et postérieures.
Le dessous des antérieures est semblables alors que les postérieures sont ornées d'une large bande médiane jaune entre deux bandes foncées et d'une tache ovale rouge basale et costale.
Son envergure varie de 55 à 60 mm

## Biologie
Les mâles parcourent la forêt juste en dessous de la canopée et sont facilement reconnaissables, les femelles volent beaucoup plus bas à travers le sous-bois en quête d'arbustes en fleurs.

### Plantes hôtes

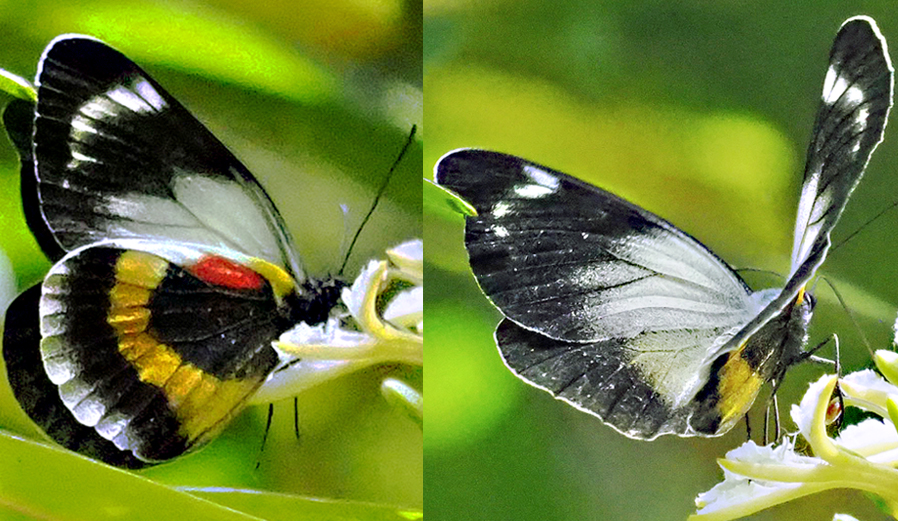
femelle butinant une fleur de Saevola sp.

Les chenilles se développent sur une liane des forêts humides, Amyema scandens (Tieghem) Danser, de la famille des Loranthaceae Juss.

## Écologie et distribution
Ce papillon est endémique de la Nouvelle-Calédonie. Plusieurs générations d'août à janvier selon les années.

### Biotope
Il réside dans la forêt humide , notamment au sud de la Grande Terre. Dans les zones de contact avec le milieu anthropisés, l'espèce s'aventure dans les jardins pour y butiner. Souvent aussi en maquis minier le long des creeks sur les arbustes en fleurs.
Sa localité a longtemps été un secret, son descripteur de Joannis pensait même qu'il vivait aux Philippines. 

### Protection
Espèce commune dans la forêt humide, il ne connaît pas d'autres menaces que la déforestation et l'introduction d'espèces parasites non-endémiques de Nouvelle-Calédonie. 

## Philatélie
Ce papillon figure sur une émission de la poste aérienne de Nouvelle-Calédonie de 1967 (valeur faciale : 85 F).